# Prix suédois du livre photographique
Le prix suédois du livre photographique est attribué annuellement depuis 1996 par la Société suédoise de photographie. Il est doté d'une récompense de 30 000 couronnes suédoises (montant 2007).

## Liste des lauréats
- 1996 : Anders Petersen pour Ingen har sett allt, Stockholm, Legus Förlag, 1995.
- 1997 : Lars Sundh
- 1998 : Jan Henrik Engström
- 1999 : Kent Klich
- 2000 : Per Skoglund
- 2001 : Ewa Stackelberg
- 2002 : Bertil Quirin
- 2003 : Anders Krisár
- 2004 : Nina Korhonen
- 2005 : Lennart af Petersens, Åke Hedström
- 2006 : Anna Clarén
- 2007 : Sune Jonsson
- 2008 : Trinidad Carillo pour Naina and the Sea of Wolves
- 2009 : Kent Klich pour Picture Imperfect
- 2010 : Hannah Modigh pour Hillbilly Heroin, Honey
- 2011 : Maria Miesenberger pour 'Sverige/Schweden
- 2012 : Inka Lindergård et Niclas Holmström pour Watching Humans Watching
- 2013 : Björn Larsson pour Brandplats 3
- 2014 : Anna Strand pour Nagoya Notebook
- 2015 : non attribué
- 2016 : Martina Hoogland Ivanow pour Satellite + Circular Wait + Second Nature
- 2017 : Kalle Assbring pour Fadern, Sonen och Göran
- 2018 : Jenny Rova
- 2019 : Mikael Jansson
- 2020 : Maja Daniels
- 2021 : 
  - Xenia Nikolskaya pour The House My Grandfather Built
  - Martin Bogren pour Hollow
  - Nadja Bournonville pour A worm crossed the street
- 2022 : Erik Berglin
- 2023
- 2024
- 2025 : Ela Polkowska